# Dendrophthora clavata
Dendrophthora clavata là một loài thực vật có hoa trong họ Santalaceae. Loài này được (Benth.) Urb. mô tả khoa học đầu tiên năm 1896.